# 卡斯泰尔诺德芒达耶
卡斯泰尔诺-德芒达耶（法語：Castelnau-de-Mandailles，法語發音：[kastɛlno də mɑ̃daj]）是法国阿韦龙省的一个市镇，属于罗德兹区。

## 地理
卡斯泰尔诺-德芒达耶（44°32'9"N, 2°53'8"E）面积35.87 平方千米，位于法国奧克西塔尼大區阿韦龙省，该省份为法国南部内陆省份，位于法國中央高原南部，北起顺时针与康塔爾省、洛泽尔省、加尔省、埃罗省、塔恩省、塔恩-加龙省和洛特省接壤。
与卡斯泰尔诺-德芒达耶接壤的市镇（或旧市镇、城区）包括：孔东多布拉克、拉苏、普拉德多布拉克、圣谢利多布拉克、圣科姆多尔特、圣厄拉利多尔特。
卡斯泰尔诺-德芒达耶的时区为UTC+01:00、UTC+02:00（夏令时）。

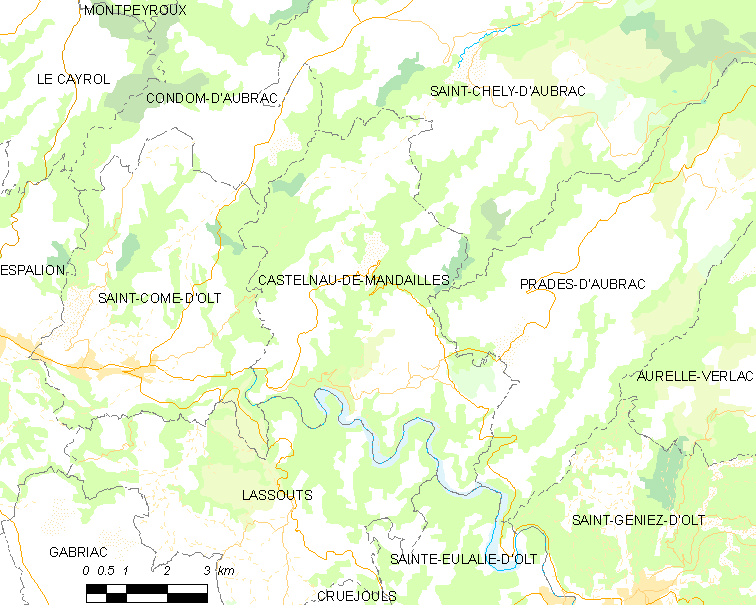
卡斯泰尔诺-德芒达耶的OSM定位图

## 行政
卡斯泰尔诺-德芒达耶的邮政编码为12500，INSEE市镇编码为12061。

## 政治
卡斯泰尔诺-德芒达耶所属的省级选区为洛特-帕朗日县。

## 人口

1962-2008年间卡斯泰尔诺-德芒达耶人口变化图示

卡斯泰尔诺-德芒达耶于2022年1月1日时的人口数量为567人。